# Roberto Accornero
Roberto Accornero, född 9 mars 1957 i Ivrea i Piemonte, är en italiensk skådespelare och röstskådespelare.
Accornero har bland annat gestaltat Angelo Dell'Acqua i miniserierna John XXIII: The Pope of Peace och kapten Aloisi i serien Il maresciallo Rocca.

## Filmografi
- Il diavolo sulle colline, regissör Vittorio Cottafavi (1985)
- The Two Lives of Mattia Pascal, regissör Mario Monicelli (1985)
- Remake, dir. Ansano Giannarelli (1987)
- The Peaceful Air of the West, regissör Silvio Soldini (1990)
- Who Killed Pasolini?, regissör Marco Tullio Giordana (1995)
- We All Fall Down, regissör Davide Ferrario (1997)
- L'educazione di Giulio, regissör Claudio Bondi (2000)
- Sleepless, regissör Dario Argento (2001)
- Ma che colpa abbiamo noi, regissör Carlo Verdone (2003)
- De bästa åren, regissör Marco Tullio Giordana (2003)
- De reditu - Il ritorno, regissör Claudio Bondi (2004)
- I giorni dell'abbandono, regissör Roberto Faenza (2005)
- The Double Hour, regissör Giuseppe Capotondi (2009)
- I, Don Giovanni, regissör Carlos Saura (2009)
- Noi credevamo, regissör Mario Martone (2010)
- The Dinner, regissör Ivano De Matteo (2014)

## Teater
- 1985 Måsen, Anton Tjechov, regissör Mario Maranzana
- 1986 Misantropen, Molière, regissör Carlo Cecchi
- 1987 La cenere di Vienna, Jean-Paul Sartre, regissör Paola D'Ambrosio
- 1988 L'uomo, la bestia e la virtù, Luigi Pirandello, regissör Carlo Cecchi
- 1991 Gli ultimi giorni dell'umanità, Karl Kraus, regissör Luca Ronconi
- 1995 Frun från havet, Henrik Ibsen, regissör Beppe Navello
- 1995 Occupandosi di Tom, Lucy Gannon, regissör Massimiliano Troiani
- 2004 Staten, Platon, regissör Italo Spinelli

## Radio
- 2001 Sam Torpedo - radioteater - Rai Radio 3
- 2008 La fabbrica di polli - radioteater - Rai Radio 3